# Hisadomi Ryosuke
Ryosuke Hisadomi (久富 良輔 Hisadomi Ryosuke, sinh ngày 19 tháng 3 năm 1991 ở Yugawara) là một cầu thủ bóng đá người Nhật Bản thi đấu cho Tochigi SC.

## Thống kê câu lạc bộ
Cập nhật đến ngày 23 tháng 2 năm 2018.
| Thành tích câu lạc bộ | Thành tích câu lạc bộ | Thành tích câu lạc bộ | Giải vô địch | Giải vô địch | Cúp                   | Cúp                   | Tổng cộng | Tổng cộng |
| Mùa giải              | Câu lạc bộ            | Giải vô địch          | Số trận      | Bàn thắng    | Số trận               | Bàn thắng             | Số trận   | Bàn thắng |
| Nhật Bản              | Nhật Bản              | Nhật Bản              | Giải vô địch | Giải vô địch | Cúp Hoàng đế Nhật Bản | Cúp Hoàng đế Nhật Bản | Tổng cộng | Tổng cộng |
| --------------------- | --------------------- | --------------------- | ------------ | ------------ | --------------------- | --------------------- | --------- | --------- |
| 2014                  | Thespakusatsu Gunma   | J2 League             | 14           | 1            | 1                     | 0                     | 15        | 1         |
| 2015                  | Thespakusatsu Gunma   | J2 League             | 18           | 0            | 1                     | 0                     | 19        | 0         |
| 2016                  | Fujieda MYFC          | J3 League             | 30           | 4            | –                     | –                     | 30        | 4         |
| 2017                  | Fujieda MYFC          | J3 League             | 29           | 0            | 0                     | 0                     | 29        | 0         |
| Tổng cộng sự nghiệp   | Tổng cộng sự nghiệp   | Tổng cộng sự nghiệp   | 91           | 5            | 2                     | 0                     | 93        | 5         |